# 教育

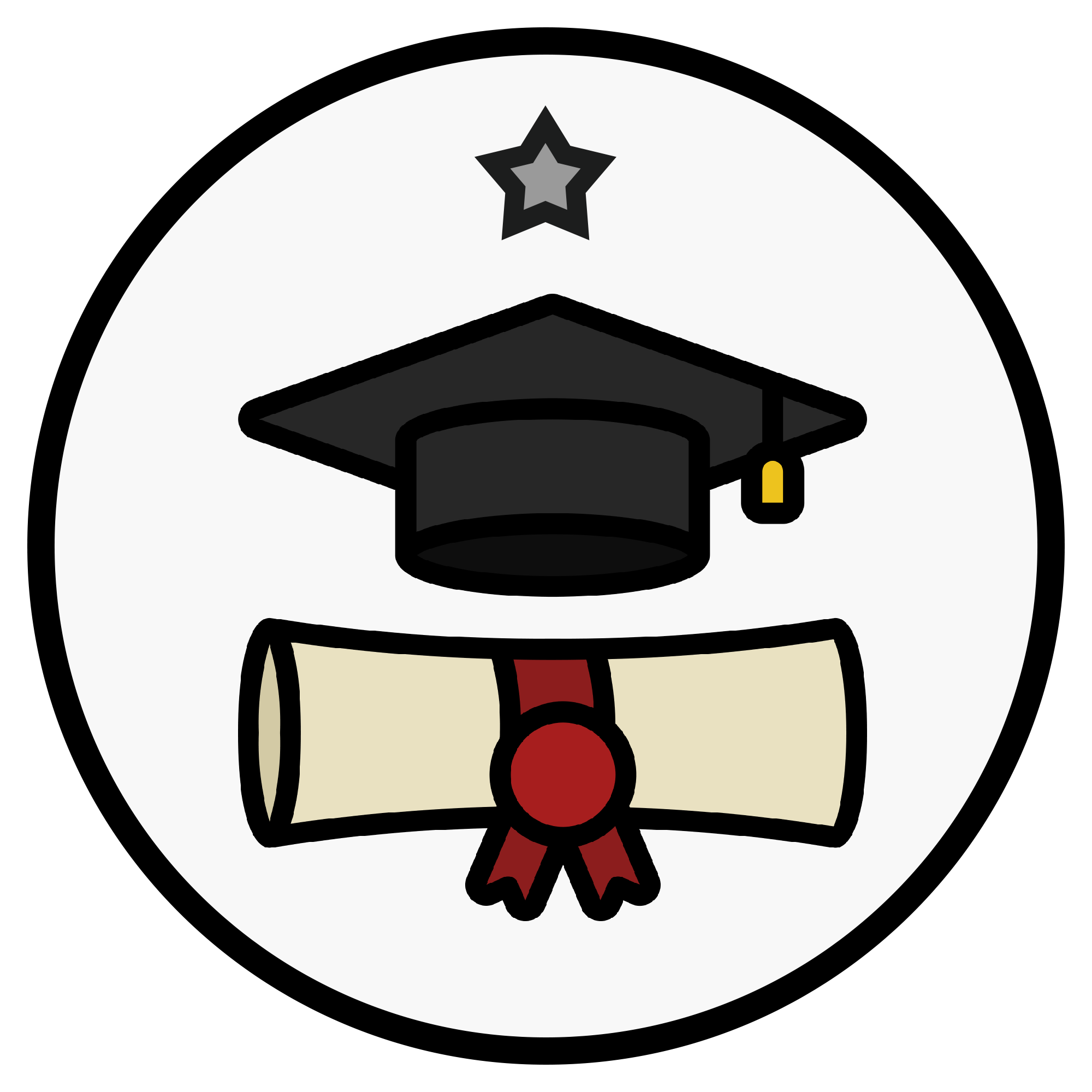
教育学业阶段性完成的象征之一

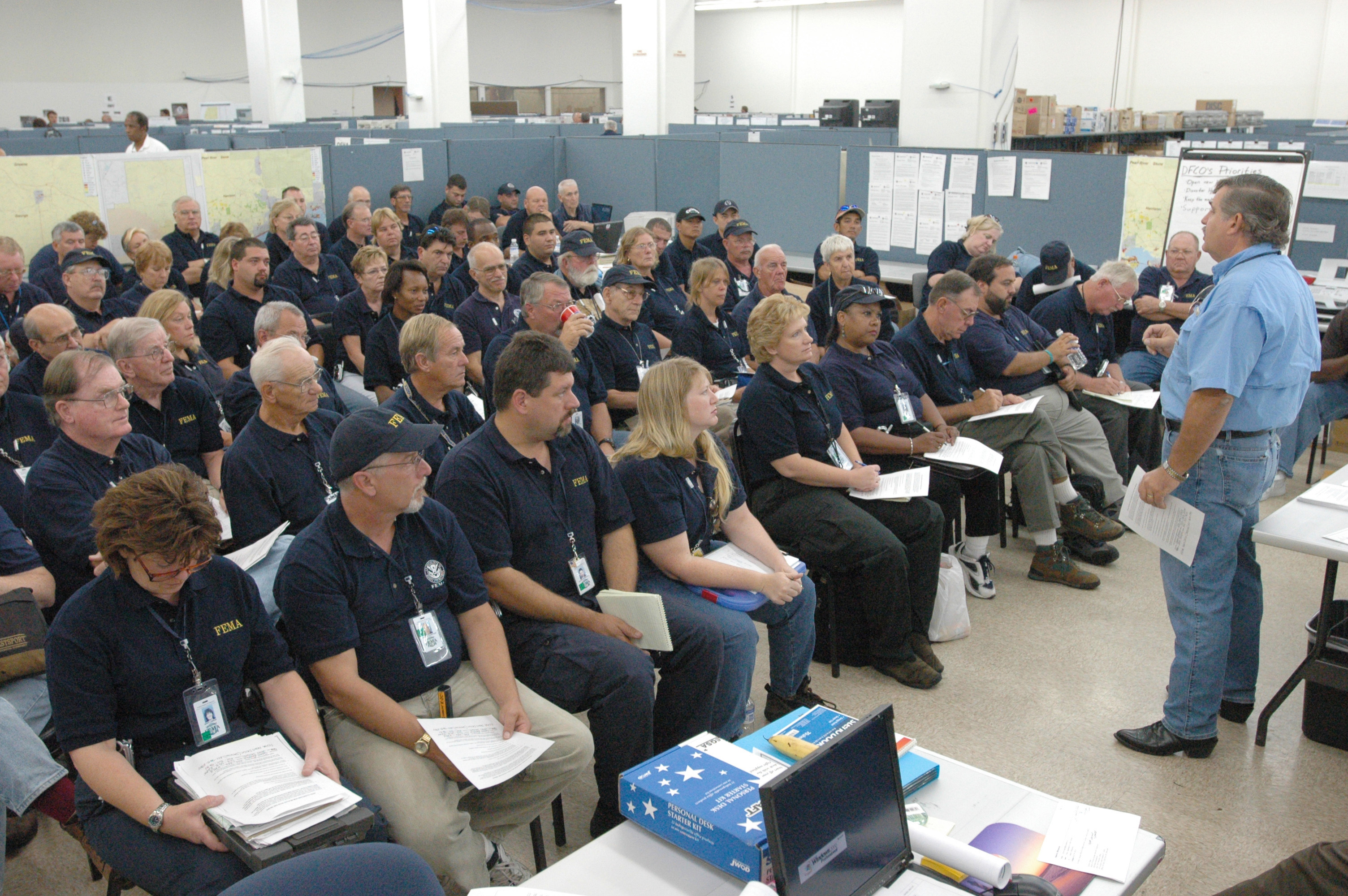
美國2005年的FEMA教育訓練

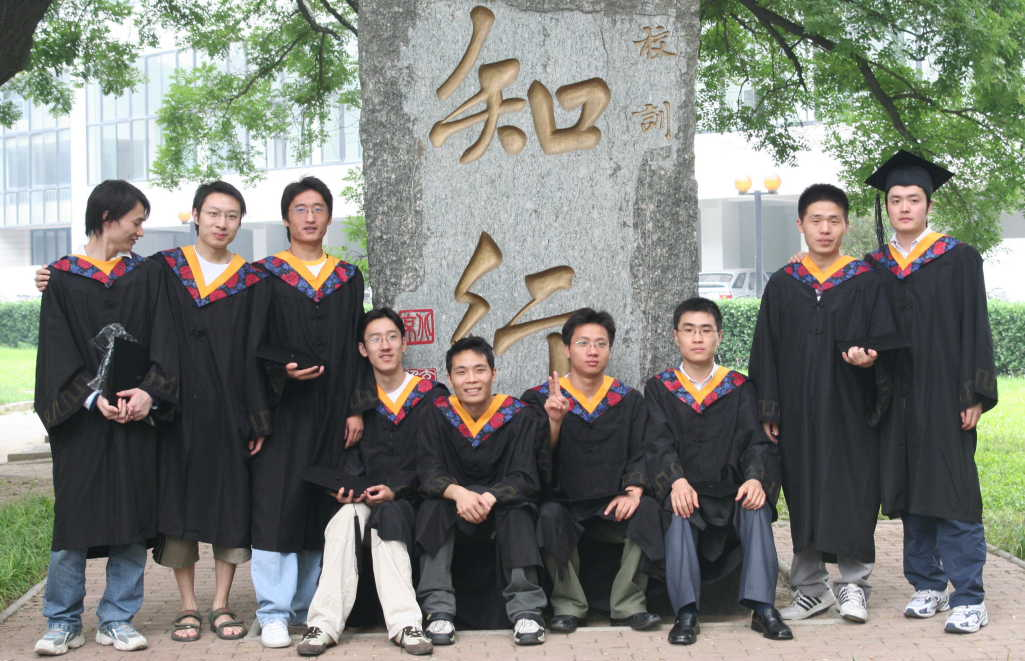
北京交通大學的毕业生

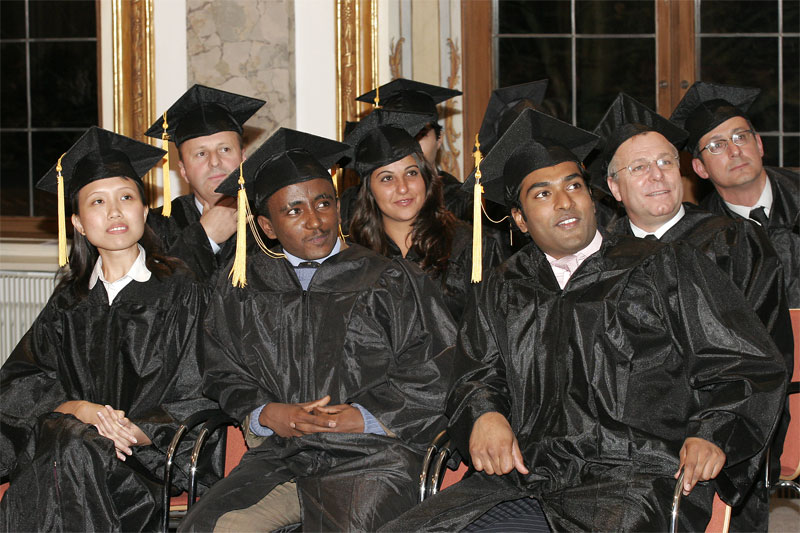
美國大學的畢業生

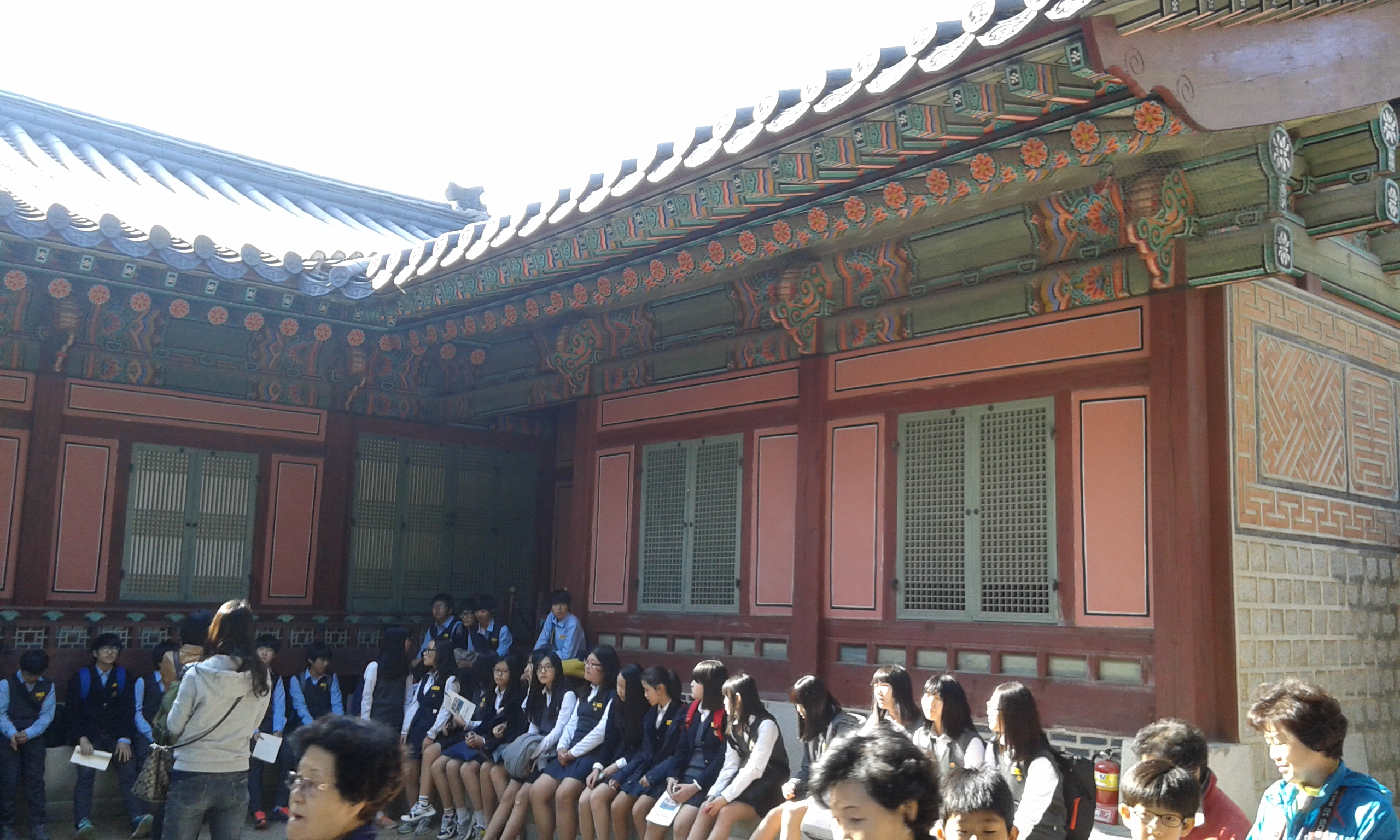
韓國學生正在參觀當地古跡

教育，通常有廣義和狹義兩種概念。廣義的教育泛指一切傳播和學習人類文明成果，即各種知識、技能和社會生活經驗，以促進個體社會化和社會個性化的社會實踐活動，產生於人類社會初始階段；狹義的教育專指學校教育，即制度化教育。廣義的教育則包含社會待人處事的方方面面，例如家教、禮儀等文明與社會的教育。
在学校教育中，教师直接向学生教授一系列课程，包括阅读、写作、数学、科学、历史等。与之相对地，职业教育中只教授单一的职业技能。除此之外，人们还可以从其他渠道获得非正式的教育，如博物馆、图书馆、互联网，以及生活中的经验。其他一些新的教育方式也逐渐出现。
教育者按照法律法规和行业规范，根据学校条件和职称，有目的有计划有组织地对受教育者的心智发展进行教化培育，以现有的经验、学识授人，为其解释各种现象、问题或行为，以提高实践能力，其根本是以人的一种相对成熟或理性的思维来认知对待事物。人在其中，慢慢对一种事物由感官触摸到认知理解的状态，并形成一种相对完善或理性的自我意识思维。但同时人有着自我意识思维，又有着其自我的感官维度，所以任何教育性的意识思维都未必能够绝对正确，而应该感性式地理解其思维的方向，只要他不偏离事物的内在。
教育又是一种思维的传授，而人因为其自身的意识形态，又有着另样的思维走势，所以，教育应当以客观、公正的意识思维教化于人，如此，人的思维才不至于过于偏差，并因思维的丰富而逐渐成熟、理性，并由此走向理性的自我和拥有正确的思维认知，这是教育的根本所在。教育也是一种教书育人的过程，可将一种客观的理解教予他人，而后在自己的生活经验中得以重塑价值观。教育，也是一种提高人的综合素质的实践活动。
如今，受教育权已被普遍认为是一项基本人权，1952年发表的《欧洲人权公约》和联合国1966年发表的《经济、社会及文化权利国际公约》均承认此项权利。

## 名称和词源

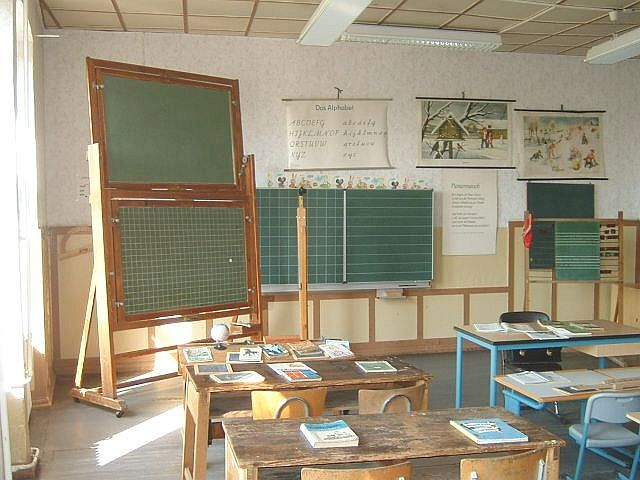
1930年代的德国教室

教育过程开始于出生并持续终身已被广泛接受。有些人甚至相信教育可以开始得更早，一些父母让子宫里的胎儿听音乐和故事，希望对孩子发展产生影响。
“教育”一词的英文词汇 educate或education来源于拉丁语ēducātiō，意思是“引出”。
此外，社会根据受教育程度选拔人才；人通过受教育实现社会地位的变迁。教育伴随着人类社会的产生而产生，随着社会的发展而发展，与人类社会共始终。对教育的定义，各国学者认识不同。如美国的杜威说：“教育即生活。”英国的斯宾塞说：“教育为未来生活之准备。”又或更具體地把學校教育也視為啟蒙，為公民參與民主選舉作準備（Michelli & Keiser, 2005）。

### 中文涵義
中文裡的“教育”二字都是会意字，“教”字从攴()从孝，攴是形部，孝是形部亦兼聲部。“攴”的篆体字形是用手持杖或執鞭。“育”字在甲骨文字形里像妇女生孩子。上为“母”字及头上的装饰，下为倒着的“子”字。从汉字造字之初就说明了，教育是一種強制性、引導性，使人們符合社會規範的作為。

## 功能
即指教育活动的功效和职能，就是“教育干什么”的问题。教育的功能大致可分为：个体发展功能与社会发展功能。教育的个体发展功能故可分为教育的个体社会化功能与个体个性化功能两方面。社会活动的领域主要包括经济、政治和文化等方面，因而教育的社会发展功能又可分为教育的经济功能、政治功能和文化功能。
- 首要功能：促进个体发展，包括个体的社会化和个性化。
- 基础功能：影响社会人才体系变化以及经济发展。现代社会教育的经济功能主要包括：为经济的持续稳定发展提供良好的背景；提高受教育者的潜在劳动能力；形成适应现代经济生活的观念态度和行为方式。
- 社会功能：为国家的发展培养人才，服务于国家的政治、经济发展。
- 深远功能：影响文化发展，教育不仅要传递文化，还要满足文化本身延续和更新的要求。

## 方法

### 层次

#### 环境
政治环境、家庭环境、学校环境、社会环境、生态环境。

#### 目标

##### 兒童教育
教育之目的，乃免除無知。包括啟迪人類理性、充實精神生活、傳遞文明、達成自我實現。
联合国《兒童權利公約》第29條列明教育兒童的目的應是：
1. 最充分地发展儿童的个性、才智和身心能力；
2. 培养对人权和基本自由以及《联合国宪章》所载各项原则的尊重；
3. 培养对儿童的父母、儿童自身的文化认同、语言和价值观、儿童所居住国家的民族价值观、其原籍国以及不同于其本国的文明的尊重；
4. 培养儿童本着各国人民、族裔、民族和宗教群体以及原为土著居民的人之间谅解、和平、宽容、男女平等和友好的精神，在自由社会里过有责任感的生活；
5. 培养对自然环境的尊重。

##### 成人教育
自谋求个人的生存技能开始，到谋求国家利益、民族利益、人类命运持续科学化、幸福安全的高科技，用以造福人类
科学的教育是立体的，它分为4个层面：学校教育、家庭教育、社会教育和自我教育。
学校教育：指对学生智商（IQ）的提高为目的教育行为。
家庭教育：指对学生情商（EQ）的提高为目的教育行为。
社会教育：指对学生德商（MQ）的提高为目的教育行为。
自我教育：个人以提升个人综合素质为目的的教育行为。
四个层面相互交融、重叠和互补，形成了完整的教育体系。

#### 校园教育
通常所说的教育，都是指校园教育，具有通用的区域或国家标准教材，有指定的教师，进行课堂口授讲述，辅之以板书和作业，结合测验、抽查考试、期中和期末考试，加上升学考试，再进入职业生涯。互动、快乐、学校指定和学生自选课程等都是比较先进的教育技术手段，至于案例教学，则是职业教育中比较成功的手段。借助信息化，把教育中可能遇到的种种技术和管理问题，更加精确地描述，让更多的人才在先进的教育技术条件下，更快、更多、一生学习接受科学知识。

### 节奏
0-3岁：培养内在秩序，培养目标以“专注”为本；
3-9岁：植入情理原则，培养目标以“兴趣”为本；
9-12岁：植入逻辑思维，培养目标以“准确”为本；
12-18岁：扩充放大形式，培养目标以“领悟”为本；
18-21岁：注入创新动力，培养目标以“践行”为本；

### 实施
上行下效是有效的途径。比如家长教孩子独立思考，自己就要身体力行，然后孩子才能做到。教书育人的教化目的，是使孩子做一个善人，而不仅仅是学习知识和专业技能。教育人员必须把握住“善”的定义，融入自身的教学工作中去，才能培育出更全面、更开朗、更充实的学子。

## 体系
教学体系囊括了一种遵循或者根据日程表而制定的程序化教学，它通常在教育体系设立之始，即确立一定的预设目的。教育体系通常根据受教育人的心智年龄职业有关，也和性别、宗教等而产生不同类型。

### 课程与规范式教育
在正规教育中，课程是指某所学校或大学所提供的一系列系统的、完整的课程和内容安排。受教育人通过完成一定的课程而实行一定的社会目的，比如孩子经过教育能够训练为一名成熟的人。课程是规范式或相对随意的，通常基于更详细的教学大纲，包括某些需要掌握的话题和知识点，以及取得某一级别所需要的成绩或标准。
一个学科通常是指某一类教授的知识，或者是通过大学教育或者其他方法。某一学科通常包括一些子学科或分支，其区分往往非常严谨，比如自然科学类、数学类、计算机科学、社会科学、人类科学和应用型科学等。在一些国家的中学教育中，往往教育单位甚至提供一些符合大学标准的课程作为选修，比如音乐、舞蹈或歌剧。

### 学前教育
学前教育是指提供未满学龄的孩子进行教育的学校或机构，通常是幼教学校为主。
学前教育可以提供给孩子一个尽早接触竞争性社会和教育环境的机会。孩子通过学前教育进行学习一些字母、数字、颜色与绘画等训练，往往在开始规范式教育时，领先于同龄的、未受过学前教育的孩子。但真正的学前教育，应当是提供以孩子为中心的、目的是拓展孩子的智能和自身潜力等。

### 初等教育

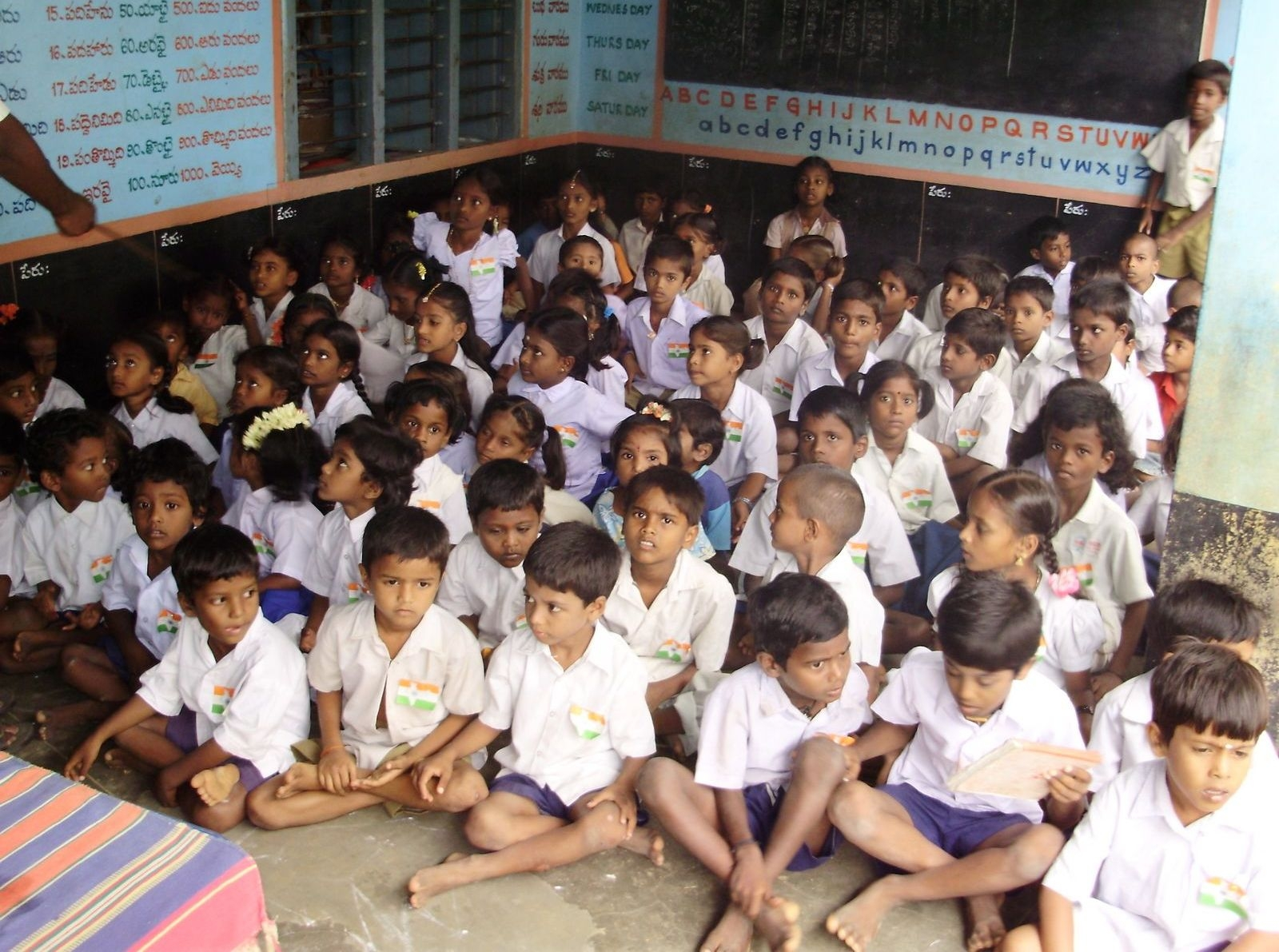
印度的小學

初等教育通常包括受教育者最初的五年至七年的正規教育。通常來說，初等教育通常開始於受教育者五歲或六歲時，這往往和其所在的國家規定相關。根據聯合國教科文組織統計，全球範圍的89%適齡兒童正在進行初等教育，而且這一比率呈上升趨勢。在其“全民教育”的工程下，大多數國家已經完成初等教育的全部實現。在一些國家中，比如：大韓民國和中华人民共和国等，初等教育被規定為義務性教育。
提供此類初等教育的機構被廣泛稱之為“小学”，在一些國家中，初等教育學校還會再分為幼兒園和小學。

### 中等教育

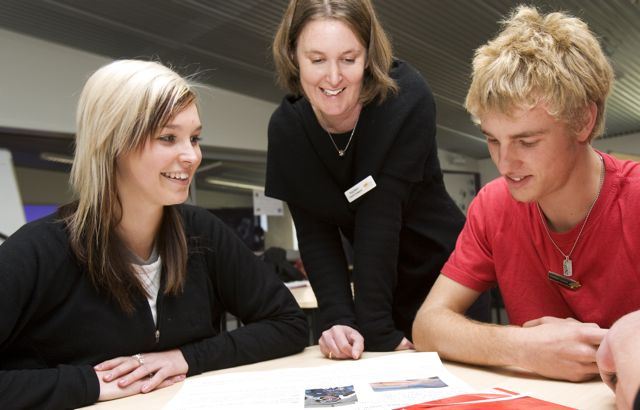
在新西兰的一所高中裡，學生正和教師完成課題

在大多數現代教育體系國家中，中等教育囊括了受教育者在青春期所進行的正規教育。它被當做是從常規的義務性初等教育、向有競爭力的高等教育或技能教育的轉化期。基於這種教育體系下，從事中等教育的機構包括普通中學、初級中學、高級中學、職業學校等。這一區别也因國别不同而有所區分，通常是包括七年級至十二年級的階段。在美國、加拿大和澳大利亚的教育體系中，中等教育和初等教育通常合稱“K-12”。中等教育的目的是提供通識教育，去幫助受教育者為高等教育奠定基礎，或者向某一專業進行有目的的培養。
中等教育在美国1910年方才兴起，很大程度上受到当时经济的提升与工厂对技能工人的要求。为满足此类工作岗位的需求，各地纷纷建立中学，其教学大纲往往聚焦于工作技能的培训，以帮助他们更好地升任白领工人或技术性蓝领工人的工作要求。这对雇佣者和受雇佣者都带来了益处，它帮助受雇佣者提高效率，并降低雇佣者的成本。而在欧洲，中等教育的普及更多是和公民教育等理念相应而生。中国随着清朝末期的学制改革（废除科举等），也相应引进了中等教育理念。在一些国家中，中等教育仍然被视为强制性的义务教育，尽管其受到了自主学习等教育理念的冲击。

### 专科教育或技术教育
专科教育是指一类为某一需求或领域提供直接或专业性的培训教育，例如电脑专科学校。专科教育通常与培训、实习等相伴，其课程通常包括手工艺、农学、机械工程、药物、建筑、计算机或艺术等，以培养适应不同市场的人才。以中華民國為例，該國對職業學校的定義為：「提供專業及實習學科為主課程，包括實用技能及建教合作，強化學生專門技術及職業能力之學校。」

### 改革
隨着社會變遷，自20世紀後期起，全球多國推行教育改革，除了傳統學科知識外，也開始重視21世紀技能。

## 其他形式

### 另類教育
一些家長會為子女選擇非主流學校提供的另類教育，如民主學校。

### 在家自學
一些政府視在學校接受教育為義務教育的唯一合法模式，但也有一些政府容許家長安排子女在家自學。

## 历史
在1994年，柏林自由大学的Dieter Lenzen称：教育可以说是从几百年前开始，也可以说是从十八世纪七十年代末（德国哈雷大学于十八世纪七十年代晚期开始设立教育学主任）开始的，同时Lenzen也认为做为一种科学的教育学是很难和在此之前已经存在多年的传统教育区别开来。

### 欧洲
在西方，教育的起源受到宗教组织的巨大影响：神父们认识到教育的重要性，建立起学校体系。在欧洲，许多最初的大学都有天主教背景。苏格兰宗教改革之后建立了新的国立苏格兰教会。
德國為第一個採行義務教育之國家，雖目的為促進國家經濟發展，但也確實為近代教育打下良好基礎。

### 中国
中國教育最早可追溯到夏朝，開始於中國古典著作，而不是宗教組織。漢武帝罷黜百家，獨尊儒術以後，儒學經典遂成為中國教育的主要教授和學習方向。古代中國任用經各種選拔制度後的受教育官員管理帝國，而後世主要用來選拔官員的科舉考試制度則建立於隋朝，歷經唐朝、五代十國到宋代後科舉制臻於完善。宋朝教育發達，苏轼在《谢范舍人启》中说当时“释耒耜而执笔砚者，十室而九”。《舆地纪胜》记录宋代福建南剑州农村“家乐教子，五步一塾，十步一庠，朝诵暮弦，洋洋盈耳”。南宋时“都城内外，有文武两学，宗学、京学、县学之外，其余乡校、家塾、舍观、书会，每一里巷须一二所。弘诵之声，往往相闻”。叶适说：“今吴、越、闽、蜀，家能著书，人知挟册。”直到清朝末期的1905年正式廢除，並以西方教育方式取代之。1898年，清德宗下旨設立京師大學堂，是為中國史上最早的現代綜合高等教育機構之一。後戊戌政變爆發，清德宗所倡議之諸項改革盡廢，然為攏絡民心，慈禧太后推動庚子後新政時決定保留京師大學堂。民國時，政府乃將京師大學堂改組為今北京大學。1916年，時任中華民國大總統黎元洪命前教育總長蔡元培出任北京大學校長。蔡元培掌管北京大學期間，致力於推動自由、開放的學風，使該校逐漸成為新文化運動的重鎮。

### 日本
日本教育的起源与宗教密切相关。学校是培养想要研究佛教成为僧侣的年轻人的庙宇。后来，想要学习的孩子就要去“寺子屋”（Tera-koya，意为庙宇小屋），学习如何读写日文。

### 最近世界教育趋势
在过去几十年中，未受任何学校教育的文盲人口的百分比下降了。从1960年的36%下降到2000年的25%。
在发展中国家，2000年文盲百分比只有1970年的一半。在发达国家，文盲也从6％下降到1％，未受学校教育者从5％下降到2％。

## 挑战

### 已開發國家
已開發國家的經濟快速發展，國家財政較為富裕繁榮，因此在政府的支持和金援下，教育產業除了由政府主導的公立學校外，私立學校和補教業也得以蓬勃發展，衍伸出完整的現代教育制度。不過，已開發國家的教育挑戰之一，即為教師們太急於把課本上的大量概念灌輸給學生，並以考試做為評定學生優劣的標準，讓教育體制淪於僵化的困局，而忽略了學生本身的興趣發展和獨特性，使得教師授課的內容了無新意。套一句已故美國導演史丹利·庫柏力克的名言：「我认为学校的一个很大的错误就是试图教孩子所有东西，而以害怕作为基本的动力。害怕不合格，害怕跟不上，等等。而兴趣给学习带来的动力，和害怕相比，简直就像核爆炸和烟花的区别。」

### 发展中国家
在各國自身努力和各界協助下，部分欠發達國家的普及度有所改善，但其教育水平仍不及較發達國家。另外，部分國家的國民仍無法接受教育，由於當地長期面對長期戰亂、教師不足、童工問題、飢荒、衛生條件（如乾淨的食物來源和飲用水不足，以及疾病肆虐）威脅等問題，教育機會較低和未能普及，故識字率也較低。

### 未開發國家
未開發國家由於國庫資金不如先進國家充盈，且大多沒有完整的工業體系爲依託，導致窮困和經濟發展緩慢的問題，因此政府大多無力提供足夠的教育經費，故教育界人才流失嚴重，造成專業教育家擔任教師意願低落，連帶導致教育水平普遍較低，不少學校教育設施簡陋，乃至無法保障學生正常食宿問題。同時，部分國家民衆受傳統思維限制，或多或少對現代化教育懷有偏見。這些因素共同導致教育資源分配不均問題。近年來，已有一部分未開發國家着力解決這個問題，埃塞俄比亞即是典例之一。

### 校園暴力
校园暴力问题主要集中于中等教育及高等教育阶段，体现出当前教育体系的急需完善之处。
- 國三學生因為被沒收手機，將生教組長打傷，相關的暴力事件呈現出現代教師在教育上的實際地位低落，在執行懲戒上也無法保障自身人身安全。[14][15]
- 参见联合国教科文组织著作《校园暴力与欺凌-全球现状报告 （页面存档备份，存于）》

## 學校
學校是一個按照一定的程序、有一定的場所和時程，專門用來教育特定對象人民，傳授知識和價值體系的地方。

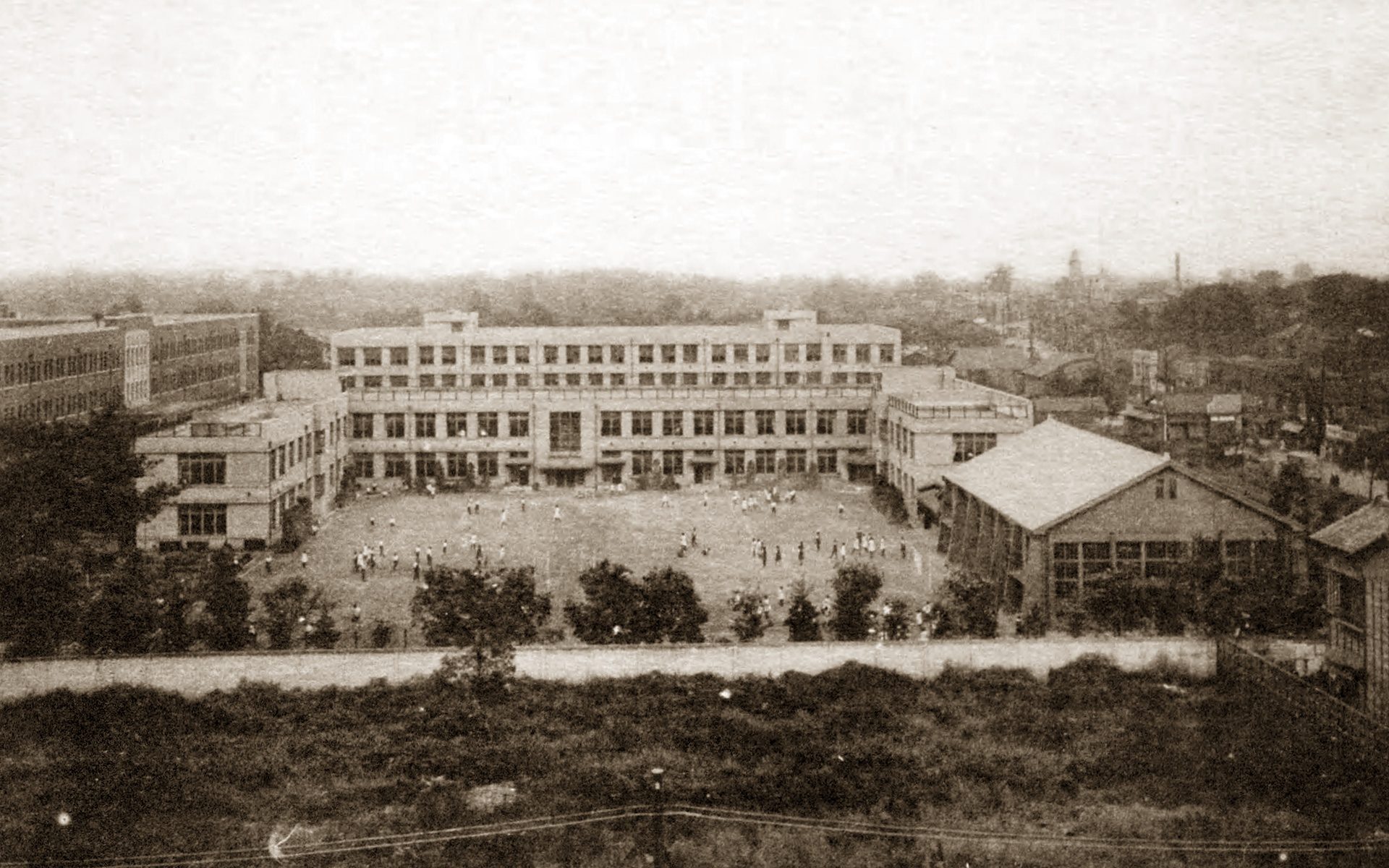
東京女子高等師範学校附属小学校庭

学校也是由专职人员和专门机构承担的有目的、有系统、有组织的，有计划的以影响受教育学校教育者的身心发展为直接目标并最终使受教育者的身心发展达到预定目的的社会活动。
学校教育指受教育者在各类学校内所接受的各种教育，是教育制度的重要组成部分。学校教育的具体活动受到社会需求影响，必须符合社会发展趋势，承担着对社会输送人才的职能。

## 著名教育家
注：可能已经过时，请协助补充
- 萨瓦帕利·拉达克里希南（Sarvapalli Radhakrishnan）
- 莫蒂默·杰尔姆·阿德勒（Mortimer J. Adler）
- 馬蒂亞斯·亞歷山大（F. Matthias Alexander）
- 蘇格拉底（Socrates，希臘語：Σωκράτης）
- 柏拉圖（Plato，希臘語：Πλάτων）
- 亞里士多德（Aristotle，希臘語：Αριστοτέλης）
- 凱瑟琳·貝克（Catherine Baker）
- 布卢姆（Benjamin Bloom）
- 加斯·布莫（Garth Boomer）
- 夸美纽斯（Johann Amos Comenius）
- 吉姆·卡明斯（英语：Jim Cummins (professor)）（Jim Cummins）
- 奥本·德·劳伦斯（Obeng de Lawrence）
- 卡洛琳·米德尔顿·德卡普（Caroline Middleton DeCamp）
- 杜威（John Dewey）
- 艾宾浩斯（Hermann Ebbinghaus）
- 查尔斯-米歇尔·德·里皮（Charles-Michel de l'Épée）
- 摩謝·費登奎斯（Moshe Feldenkrais）
- 保羅·弗萊雷（Paulo Freire）
- 福禄贝尔（Friedrich Wilhelm August Fröbel）
- 加涅（Robert M. Gagné）
- 哈沃德·加德納（Howard Gardner）
- 约翰·泰勒·盖托（John Taylor Gatto）
- 保罗·古德曼（Paul Goodman）
- 赫尔巴特（Johann Friedrich Herbart）
- 库尔特·哈恩（Kurt Hahn）
- 伊万·伊里奇（Ivan Illich）
- 胡戈·科万塔伊（Hugo Kołłątaj）
- 约瑟夫·兰开斯特（Joseph Lancaster）
- 霍勒斯·曼（Horace Mann）
- 马利亚·蒙特梭利（Maria Montessori）
- 亚历山大·萨瑟兰·尼尔（英语：A. S. Neill）（Alexander Sutherland Neill）
- 西摩尔·派普特（Seymour Papert）
- 海伦·帕克赫斯特（Helen Parkhurst）
- 弗兰克·帕森斯（英语：Frank Parsons (social reformer)）（Frank Parsons）
- 裴斯泰洛齐（Johann Heinrich Pestalozzi）
- 亚历克·彼得森（Alec Peterson）
- 皮亚杰（Jean Piaget）
- 伊拉斯謨（Desiderius Erasmus）
- 尼尔·波兹曼（Neil Postman）
- 艾米利亚·瑞吉欧（Emilia Reggio）
- 卢梭（Jean-Jacques Rousseau）
- 西奥多·赛泽（Theodore Sizer）
- 斯金纳（B. F. Skinner）
- 鲁道夫·斯坦纳（Rudolf Steiner）
- 杰西·斯图尔特（Jesse Stuart）
- 古斯塔夫·维尼肯（Gustav Wyneken）
- 巴甫洛夫（Ivan Petrovich Pavlov，俄語：Иван Петрович Павлов）
- 利维·维谷斯基（Lev Semenovich Vygotsky，俄語：Лев Семёнович Выготский）
- 特德·瓦格（Ted Wragg）
- 彼得·彼得森（Peter Petersen）
- 孔子
- 孟子
- 陶行知
- 蔡元培
- 李家同
- 錢思亮
- 吳清山

## 理论
- 教育哲学
- 教育基本理论
- 教育法学
- 教育行政
- 教育管理学
- 信息技术教育
- 教育技术学、教育工學
- 教育工艺学
- 教育经济学
- 教育財政學
- 教育心理学
- 教育社会学
- 教育未来学
- 学校卫生学
- 比较教育学
- 教育统计学
- 教育传播学
- 教育效益学
- 教學科技
- 教育評鑑學
- 課程與教學
- 批判教育學
- 正向教育

## 机构
- 托兒所
- 幼儿园
- 小学
- 高級中學
- 中学
- 國民中學
- 高級職業學校
- 技術學院
- 專科學校
- 科技大學
- 大学
- 图书馆
- 培训班
- 補習班
- 教育部

## 分类
- 幼儿教育
  - 经典教育
- 初等教育
- 中等教育
- 高等教育
  - 研究生教育
  - 本科教育、大學教育
  - 专科教育
- 义务教育
- 终身教育
- 职业教育
- 成人教育
- 干部教育
- 远程教育
  - 函授
- 工读
- 數學教育
- 語言教育
  - 閱讀教育
- 科學教育
  - 物理教育
  - 化學教育
  - 生物教育
- 資訊教育
- 社會科學教育
- 藝術教育
- 博雅教育
- 家庭教育
- 親職教育
- 特殊教育
- 資優教育
- 公民教育
- 品格教育
- 補習
- 性教育
- 性別平等教育

## 體制模式
- 應試教育
- 素質教育
- 威權體制教育
- 民主教育
- 奴化教育
- 黨化教育

## 教學法
- 講述教學法
- 直接教學法
- 發現式學習
- 個案教學法
- 批判性教學
- 翻轉教室

## 教材
- 教科書
- 開放教育資源
- 開放式課程網頁
- 大规模开放在线课堂
- 數位圖書館